# Принос
Прѝнос или Каливес (на гръцки: Πρίνος, до 1981 година Καλύβες, катаревуса Καλύβαι, в превод Колиби) е крайбрежно курортно село на остров Тасос над нос Принос.

## География
Отстои на 16,5 km от главния град Лименас на обиколния път на Тасос. Селото е на 50 m надморска височина, има кметство, няколко църкви, здравно заведение, училище и известния на острова традиционен Понеделник пазар, където местните продават и купуват натурални храни, напитки, плодове и зеленчуци, произведени от тях и различни облекла, обувки и стоки, предлагани от дребните търговци.
Както е обичайно за селищата на острова, центърът му е на 2 km от пристанището му Ормос Прину или Скала Прину. То е второто по важност пристанище след това на главния град и има пряка връзка с ферибот до Кавала. 
Околните склонове на високата планина Ипсарио (1206 m) са покрити със средиземноморски борови гори (пинии), сред които растат кипариси, чинари, ела, див кестен, паламудов дъб, лаврови и др. вечнозелени храсти, а в самото село и около него растат палми, смокини, праскови, бадеми, нарове, лозя, маслини, лимони, портокали, олеандри и други средиземноморски видове.
Край селото са съоръженията на Олайв Ойл Асоусиейшън Принос – големите маслинови преси за натурален зехтин от тукашните маслинови горички. Принос е и седалището на Пчеларската асоциация на Тасос и на Земеделските кооперации на Тасос. Основната земеделска продукция е пчелен мед, зехтин, вино, отглеждане на овце и домашни кози, риболов, улов на октоподи и на омари. Друг поминък е добивът на дървесина и най-вече туризмът. Заради добре уреденото работещо денонощно медицинско заведение Принос се смята за център на здравеопазването на острова.

## История
| Име            | Име             | Ново име      | Ново име    | Описание |
| -------------- | --------------- | ------------- | ----------- | -------- |
| Агдари         | Άγδάρι          | Сикия         | Συκιὰ       |          |
| Казавитон Рема | Καζαβιτίον Ρέμα | Приноска река | Πρίνου Ρέμα | река     |

На запад-северозапад от Принос в 1971 година е ригистрирано селището Неос Принос или Дасилио.
До 2012 година Принос е център е на едноименната община, в която освен него влизат селата Мегалос Принос, Микрос Принос и манастирът „Свети Пантелеймон“.
Принос
| Година    | 1913 | 1920 | 1928 | 1940 | 1951 | 1961 | 1971 | 1981 | 1991 | 2001 | 2011 | 2021 |
| --------- | ---- | ---- | ---- | ---- | ---- | ---- | ---- | ---- | ---- | ---- | ---- | ---- |
| Население |      |      |      | 30   | 1414 | 1442 | 1377 | 1233 | 1201 | 1185 | 1207 | 1160 |

Неос Принос
| Година    | 1913 | 1920 | 1928 | 1940 | 1951 | 1961 | 1971 | 1981 | 1991 | 2001 | 2011 | 2021 |
| --------- | ---- | ---- | ---- | ---- | ---- | ---- | ---- | ---- | ---- | ---- | ---- | ---- |
| Население |      |      |      |      |      |      | 5    | 23   | 17   |      |      |      |